# Бокузе
Бокузе (фр. Beaucouzé) — коммуна на западе Франции, регион Пеи-де-ла-Луар, департамент Мен и Луара, округ Анже, кантон Анже-3. Пригород Анже, примыкает к нему с запада. Через территорию коммуны проходит национальная автомагистраль N323.
Население (2020) — 5 528 человек.

## Достопримечательности
- Церковь Святого Жиля XIII-XIX веков
- Железнодорожный мост Прюнье через реку Мен 1908 года

## Экономика
В 1970-е годы в Бокузе было открыто несколько промышленных и коммерческих бизнес-парков, в том числе исследовательский парк Анже-Технополь.
Структура занятости населения:
- сельское хозяйство — 0,9 %
- промышленность — 19,8 %
- строительство — 8,0 %
- торговля, транспорт и сфера услуг — 59,4 %
- государственные и муниципальные службы — 11,9 %

Уровень безработицы (2019) — 7,7 % (Франция в целом — 12,9 %, департамент Мен и Луара— 11,9 %). 

Среднегодовой доход на 1 человека, евро (2020) — 25 170 (Франция в целом — 22 400, департамент Мен и Луара — 21 790).

## Демография
Динамика численности населения, чел.

## Администрация
Пост мэра Бокузе с 2020 года занимает Ив Кольо (Yves Colliot). На муниципальных выборах 2020 года возглавляемый им левый список одержал победу в 1-м туре, получив 58,11 % голосов.
| Период | Период | Фамилия      | Партия                  | Примечания                                                            |
| ------ | ------ | ------------ | ----------------------- | --------------------------------------------------------------------- |
| 1980   | 1995   | Рене Менар   |                         | продавец сельскохозяйственной техники                                 |
| 1995   | 2001   | Анн Кордье   | Разные правые           |                                                                       |
| 2001   | 2020   | Дидье Руасне | Социалистическая партия | преподаватель профессионального образования, член Совета департамента |
| 2020   |        | Ив Кольо     | Разные левые            |                                                                       |